# 韋寶珊家族
韋寶珊家族，是開埠早期的香港望族之一。始興於1840年代，家族於[香港開埠已到港生活，香港百多年來的發展作見證。

## 家族特色
家族中之各種特色：
- 在香港有項投資，出任多項公職及議員工作
- 子女接受西式教育
- 法律世家

## 興起方法
家族中各人之興起歷程：
- 韋光的興起歷程：有利銀行當買辦致富[1]
- 韋寶珊的興起歷程：香港銀行家、商人及政治家，歷來第四位定例局議員的華人，也是歷來第三位華人爵士，極具聲望[2][3]。
- 韋安的興起歷程：香港律師
- 韋培的興起歷程：香港大律師

## 家族成員
韋寶珊家族的家族成員：
- 韋光
  - 韋玉（韋寶珊，本名韋廷俊）＝黃玉卿（黃勝長女）
    - Wei Wing-hon
    - Wei Wing-lok
    - Wei Wing-sum
    - Wei Wing-chak
    - Wei Wing-cheong
    - 另有二女

  - 韋安
  - 韋培

## 注譯
1. ↑  容閎. . 美國. 1908年1月.
2. ↑  劉智鵬. . 香港: 中華書局(香港)有限公司. 2011年7月.
3. ↑  劉智鵬. . 香港: 中華書局(香港)有限公司. 2013年5月.